# Romblon State University
Die Romblon State University (RSU) befindet sich in der Provinz Romblon auf den Philippinen. Sie ist eine staatliche Universität und gilt als eine bedeutende Bildungseinrichtung in der Verwaltungsregion der MIMAROPA. Der Hauptcampus der Universität befindet sich in Odiongan. Sie hat neun verschiedene Standorte in der Provinz. Es schrieben sich in das zweite Semester 2011 7333 Studenten an der Universität ein.

## Fakultäten
Die Romblon State University beherbergt sieben verschiedene Fakultäten, diese sind in Hochschul- und Fachschulbereiche, sowie in der Berufsausbildung in Colleges und Institute gegliedert, die auf verschiedene Schulen verteilt sind. Dieses sind das Institute of Graduate Studies and Research, Institute of Information Technology, Institute of Public Safety, Institute of Sports, Physical Education, and Recreation, College of Arts and Sciences, College of Agriculture, Fisheries, and Forestry, College of Engineering, College of Business and Accountancy, College of Education Studies.

## Standorte
- der Main Campus befindet sich im Barangay Liwanag in Odiongan, Insel Tablas
- die School of Arts, Sciences and Technology befindet sich im Brgy. Sawang in Odiongan
- die School of Agriculture and Environmental Sciences befindet sich im Brgy. Sugod in Romblon
- die School of Industrial Technology befindet sich im Brgy. Poblacion in Cajidiocan, Insel Sibuyan
- die School of Fisheries and Forestry befindet sich im Brgy. Poblacion in San Fernando
- die School of Fisheries Technology befindet sich im Brgy. Cabulotan in San Andres
- die School of Agro-Forestry befindet sich im Brgy. San Roque in San Agustin
- die School of Inland Fisheries befindet sich im Brgy. Poblacion in Calatrava
- die School of Fisheries Technology befindet sich im Brgy. Concepcion Norte in Santa Fe

## Geschichte
Die Geschichte der Universität begann im Juni 1915, als in Odiongan die Odiongan Farm School eröffnet wurde. Die Schule war daraufhin ausgerichtet, den Einheimischen moderne landwirtschaftliche Praktiken zu vermitteln. 165 Schüler wurden zu Beginn des Schuljahres angemeldet. 1929 wurde die Schule in die Odiongan Rural High School überführt und 1947 wurde diese in die Odiongan High School umbenannt. 1956 wurde der Status der Schule erhöht durch das Republikgesetz 1381 und die High School in die Odiongan National Agriculture National School überführt und 1958 wurde sie umbenannt in Romblon National Agricultural School. 1962 wurde der Schule der Titel eines College verliehen, dem Romblon National Agricultural College, der 1969 in Romblon Agricultural College geändert wurde.
Seit 1978 bemühten sich die Abgeordneten im Parlament der High School dem Titel eines State Colleges zu verleihen, um zusätzliche Mittel für den Ausbau zu erhalten. Dieses Ansinnen konnte erst 1983 umgesetzt werden und am 30. September 1983 wurde das Romblon State College eröffnet. Der bislang letzte Meilenstein in der Geschichte der Hochschule fand am 14. Oktober 2009 statt, als die damalige Präsidentin Gloria Macapagal Arroyo das Republikgesetz 9721 unterzeichnete und die Romblon State University entstand.